# Onthophagus montishannoniae
Onthophagus montishannoniae es una especie de insecto del género Onthophagus, familia Scarabaeidae, orden Coleoptera.

## Historia
Fue descrita científicamente por Krikken & Huijbrechts en 2008.